# Императорская корона

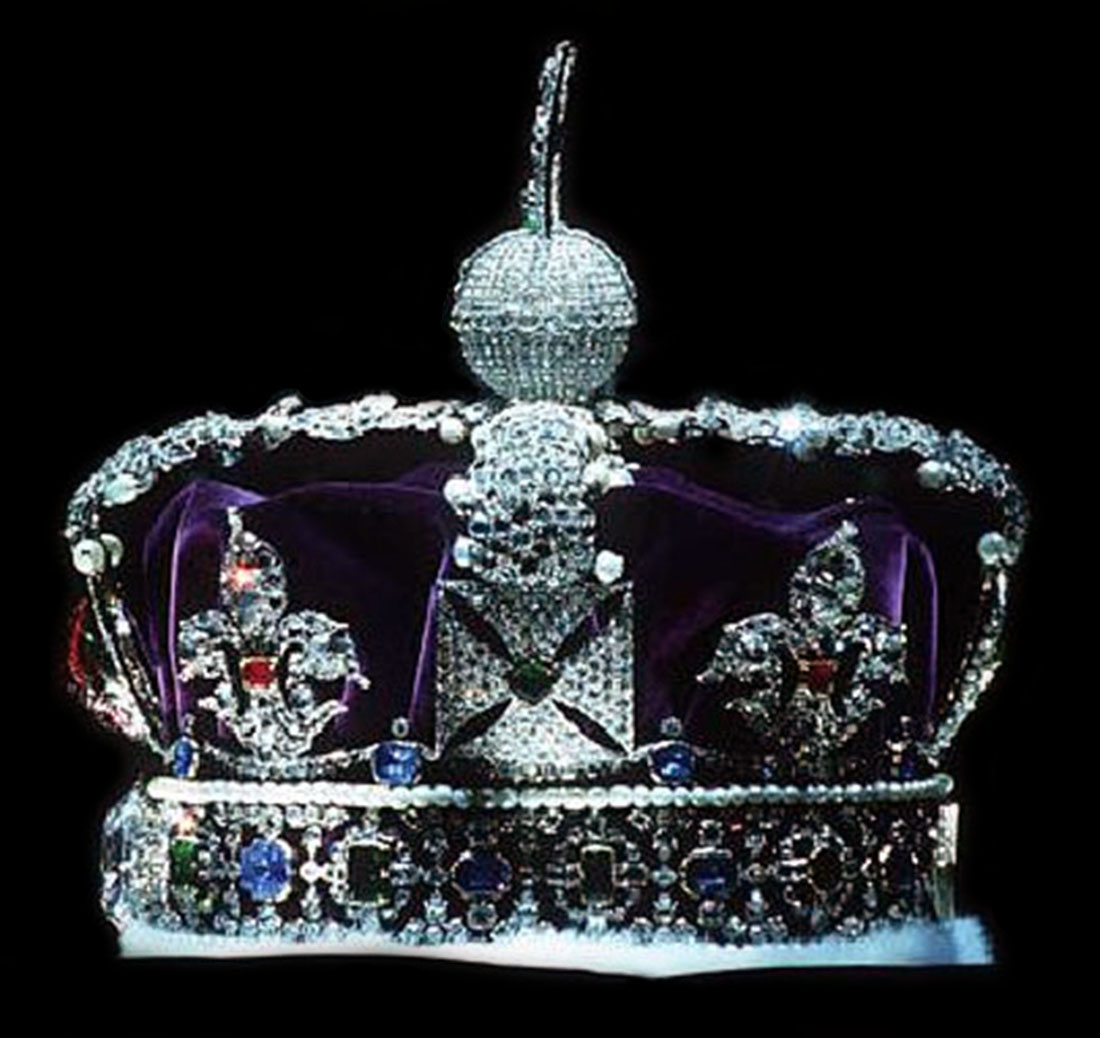
Корона Британской империи сохраняет эпитет «императорская», несмотря на то, что с 1948 британские монархи перестали «Император Индии».

Императорская корона это корона, используемая для коронования императорами.

## Типы императорских корон

### Римские императорские короны

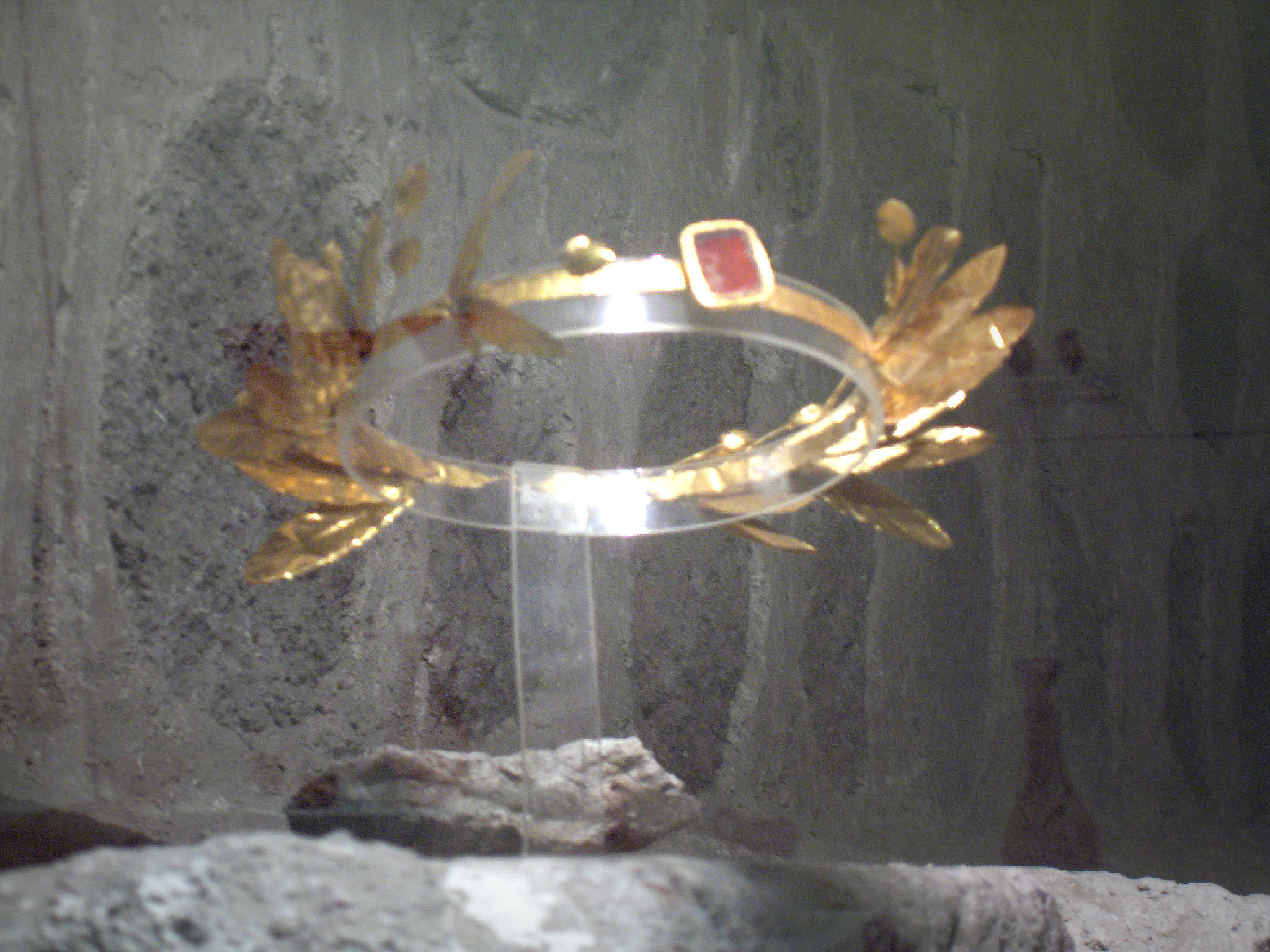
Смешанный тип между диадемой и лавровым венком, Анатолия

### Византийские императорские короны

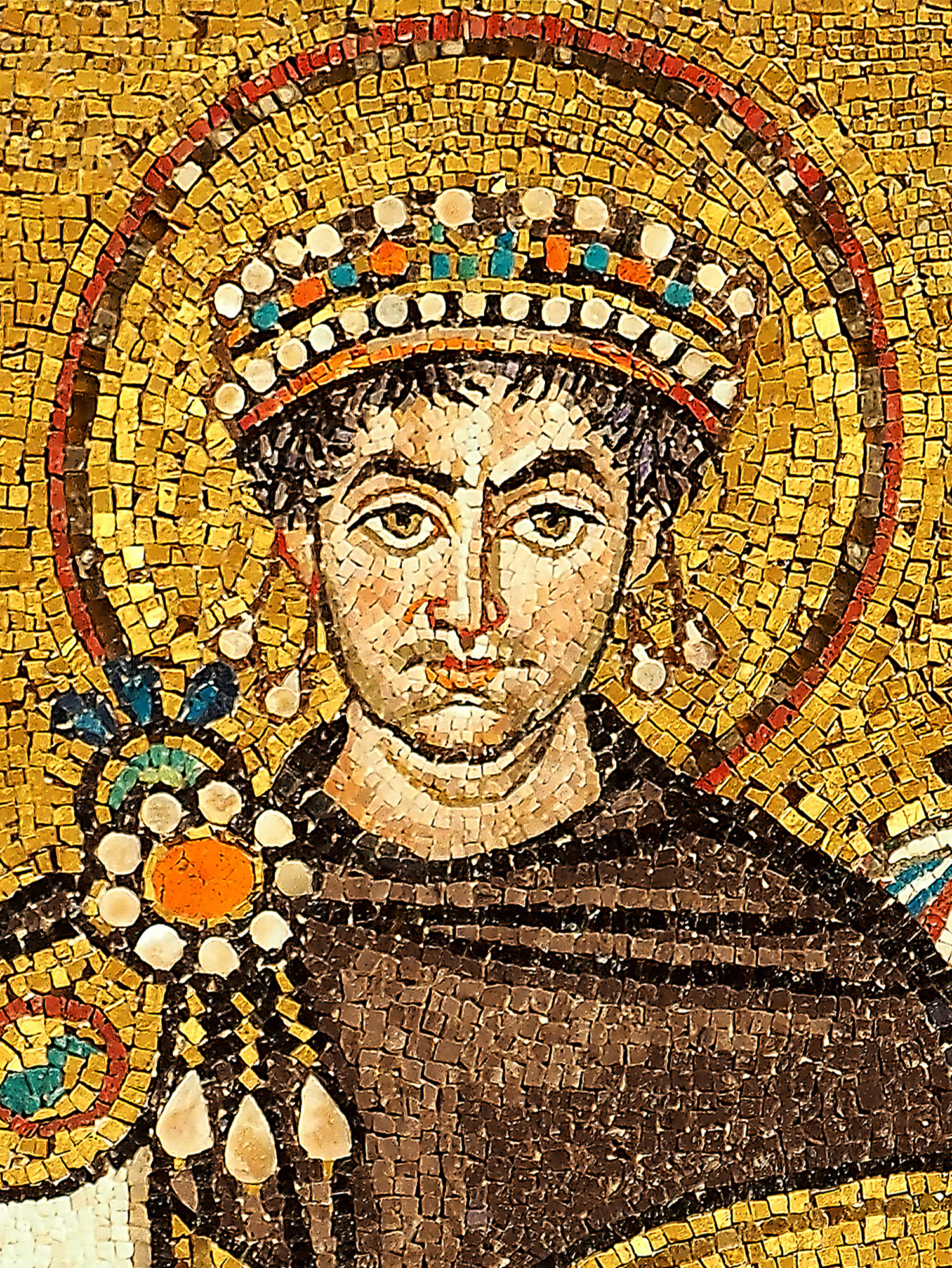
Император Юстиниан I со стеммой
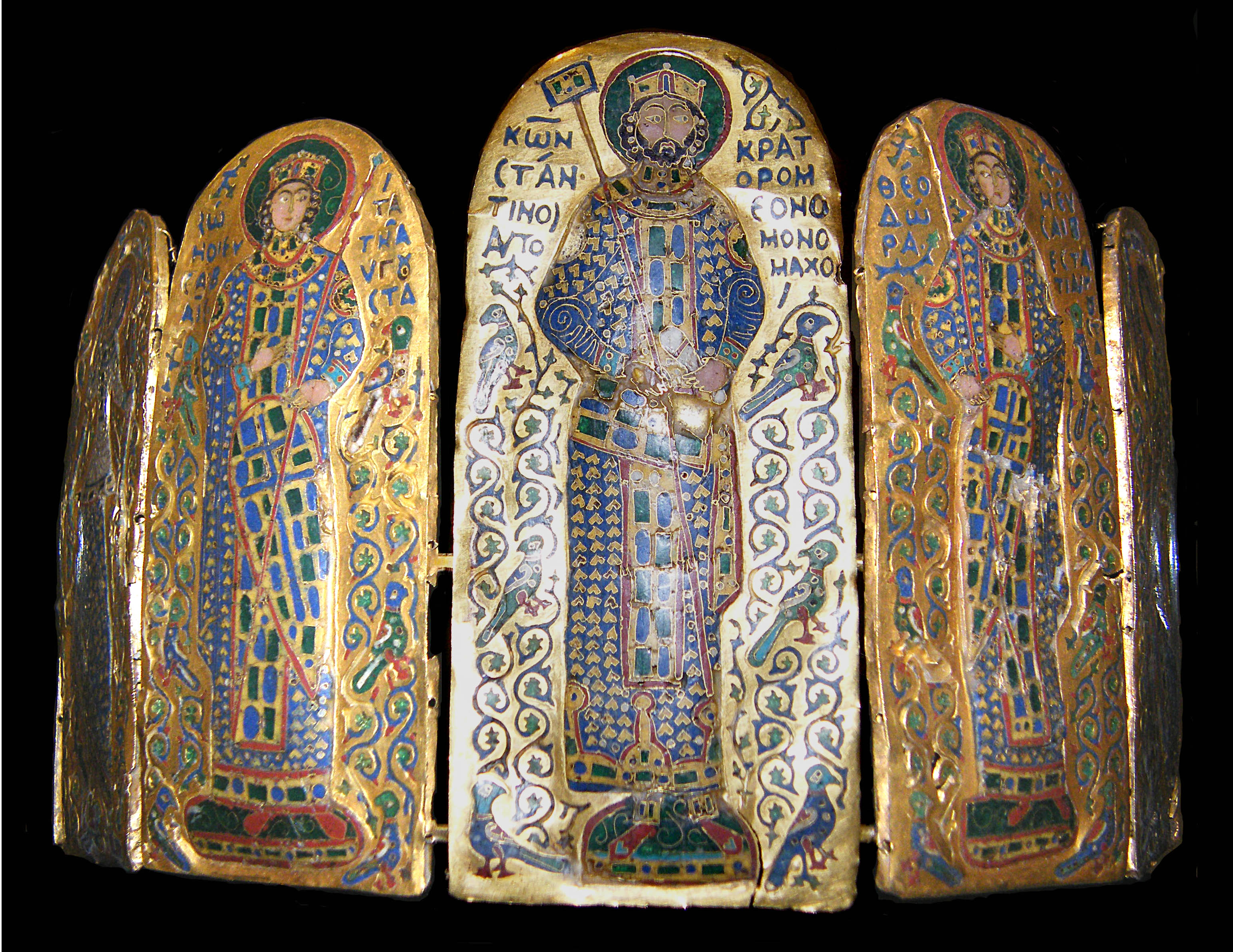
Корона Константина IX.
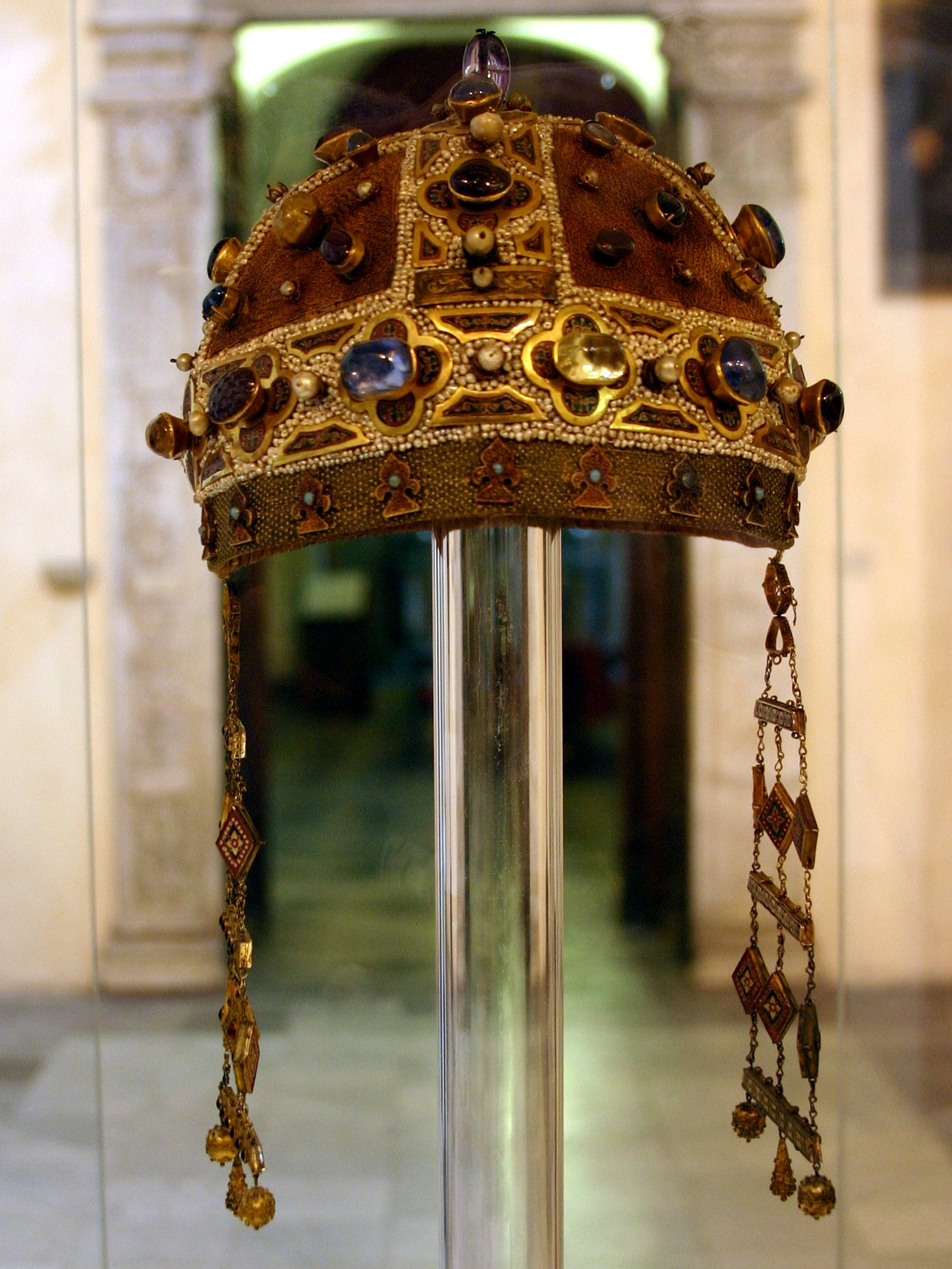
Византийская камилавка

### Императорские короны с митрой

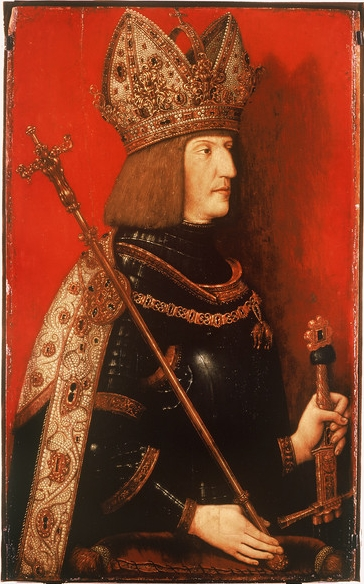
Император Максимилиан I в короне с митрой

#### Императорские короны с простой дугой и вложенной митрой

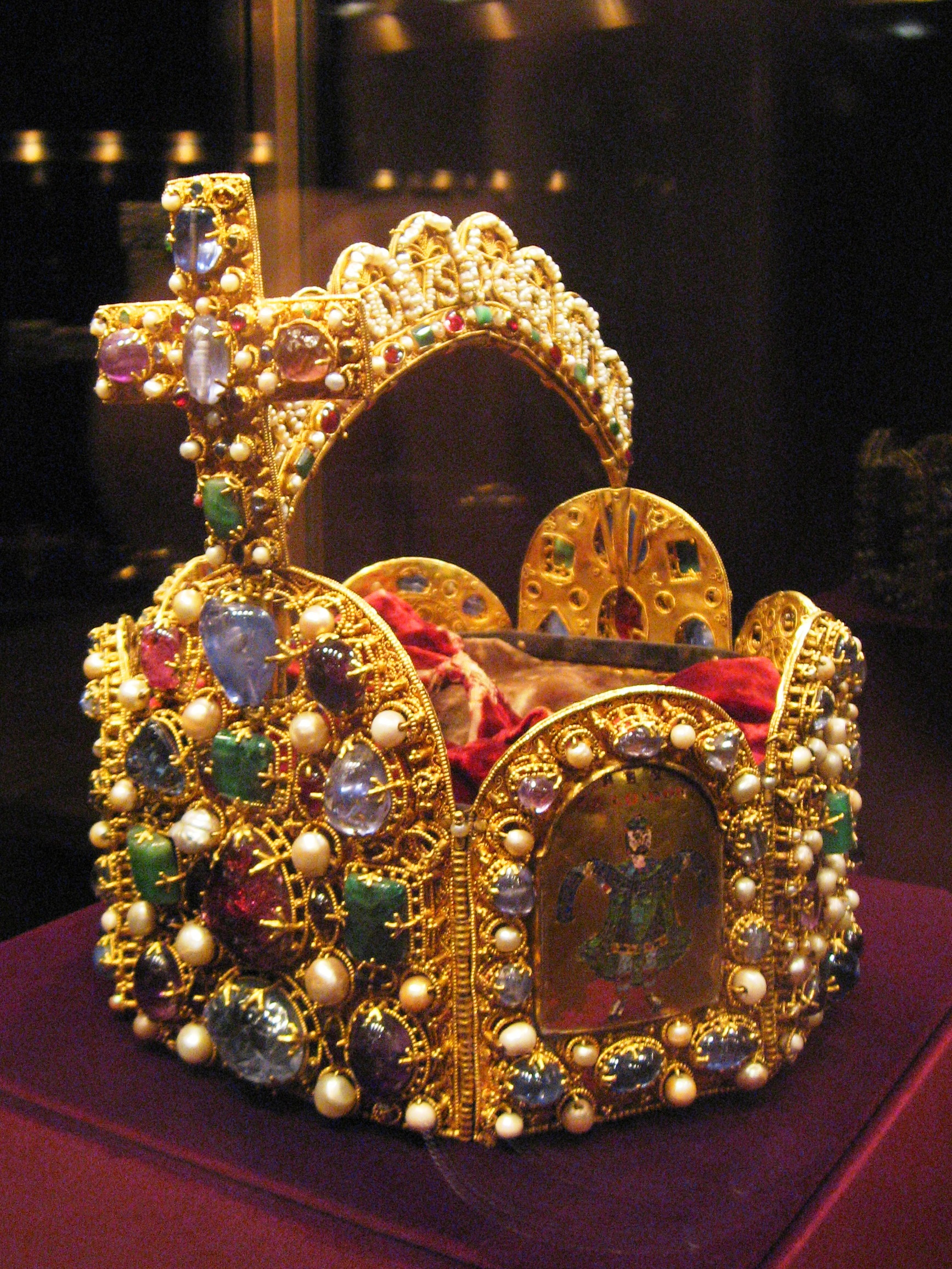
Императорская корона Священной Римской империи - коронационная корона императоров Священной Римской империи и Римских королей.
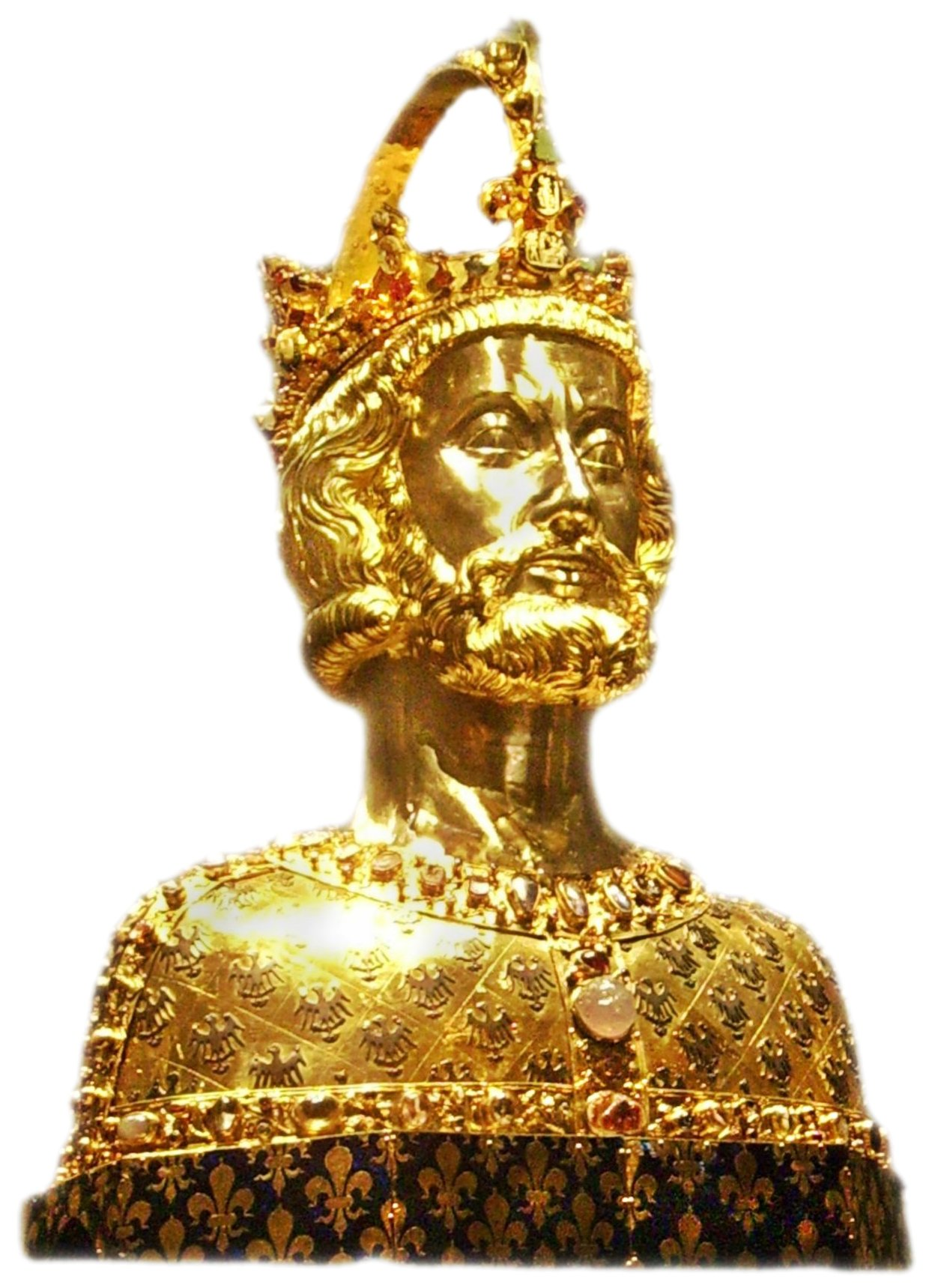
Императорская корона на голове реликвария Карла Великого в Ахене
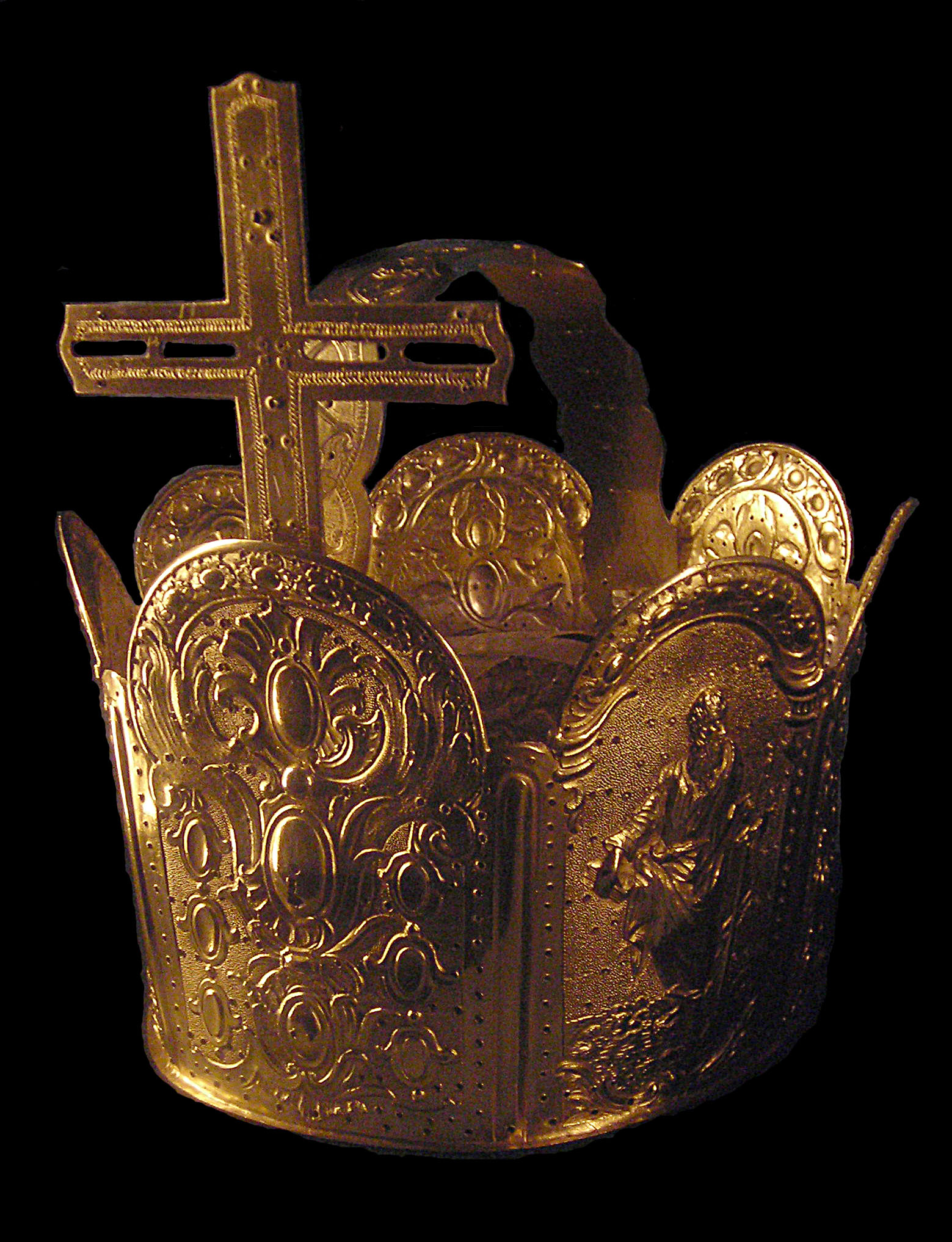
Императорская корона Карла VII[англ.] (большая корона, сделанная в Аугсбурге)
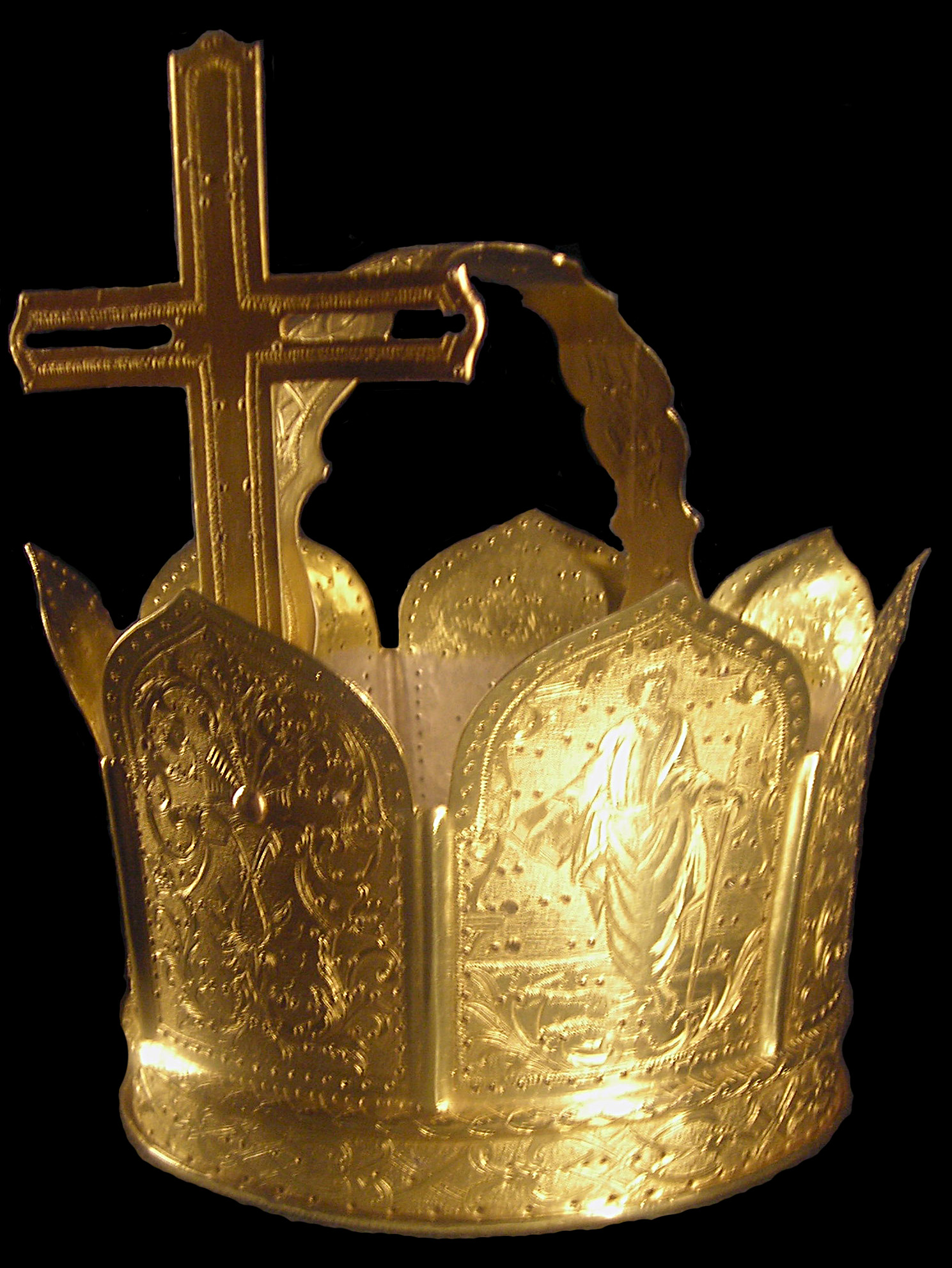
Императорская корона Карла VII (меньшая корона, сделанная во Франкфурте)

#### Императорские короны с простой дугой и накладной митрой

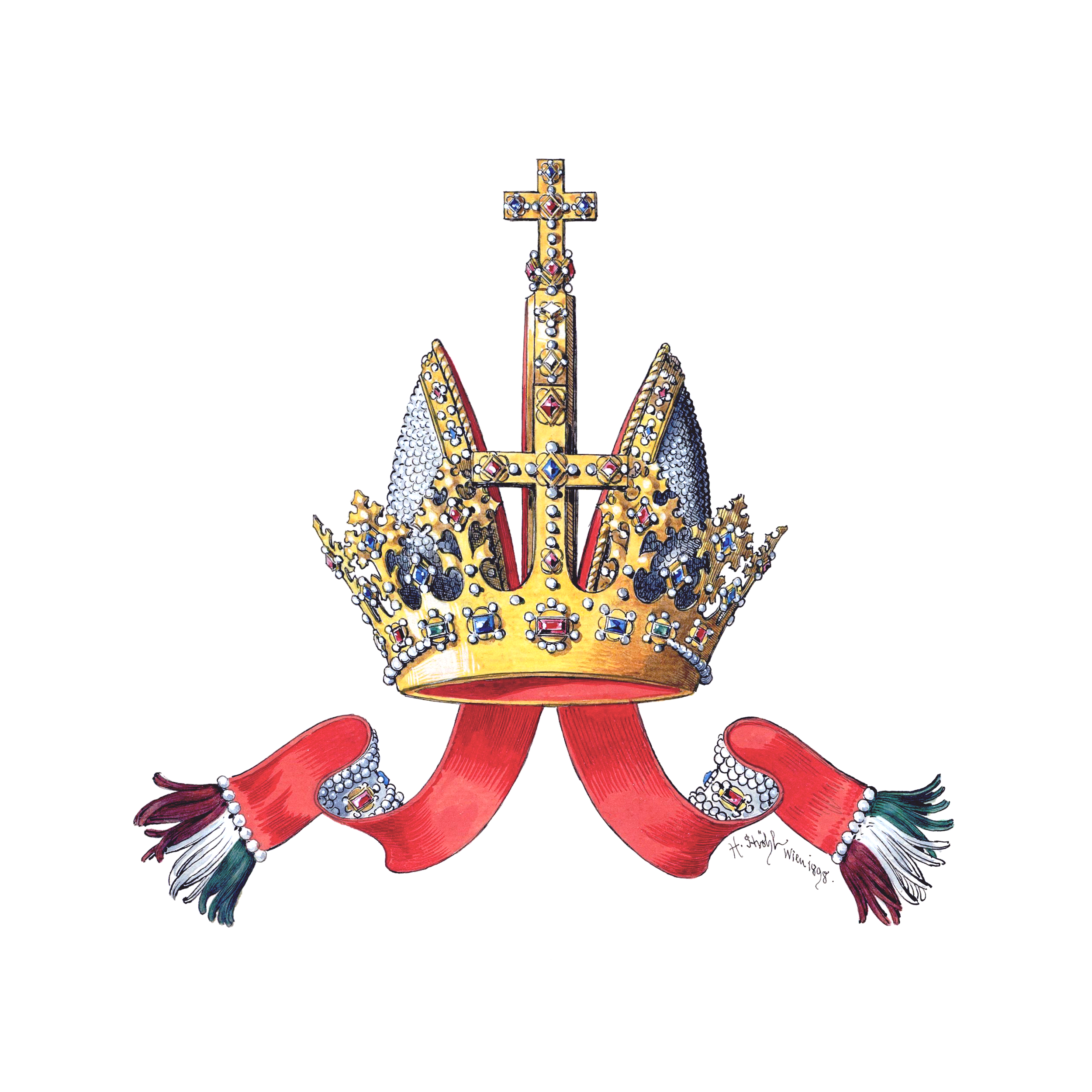
Личная корона Фридриха III, изображённая на его могиле.
Личная императорская корона, сделанная для императора Рудольфа II, позже Корона Австрийской империи.
Большая императорская корона - коронационная корона Российских императоров.
Корона Анны Иоанновны.
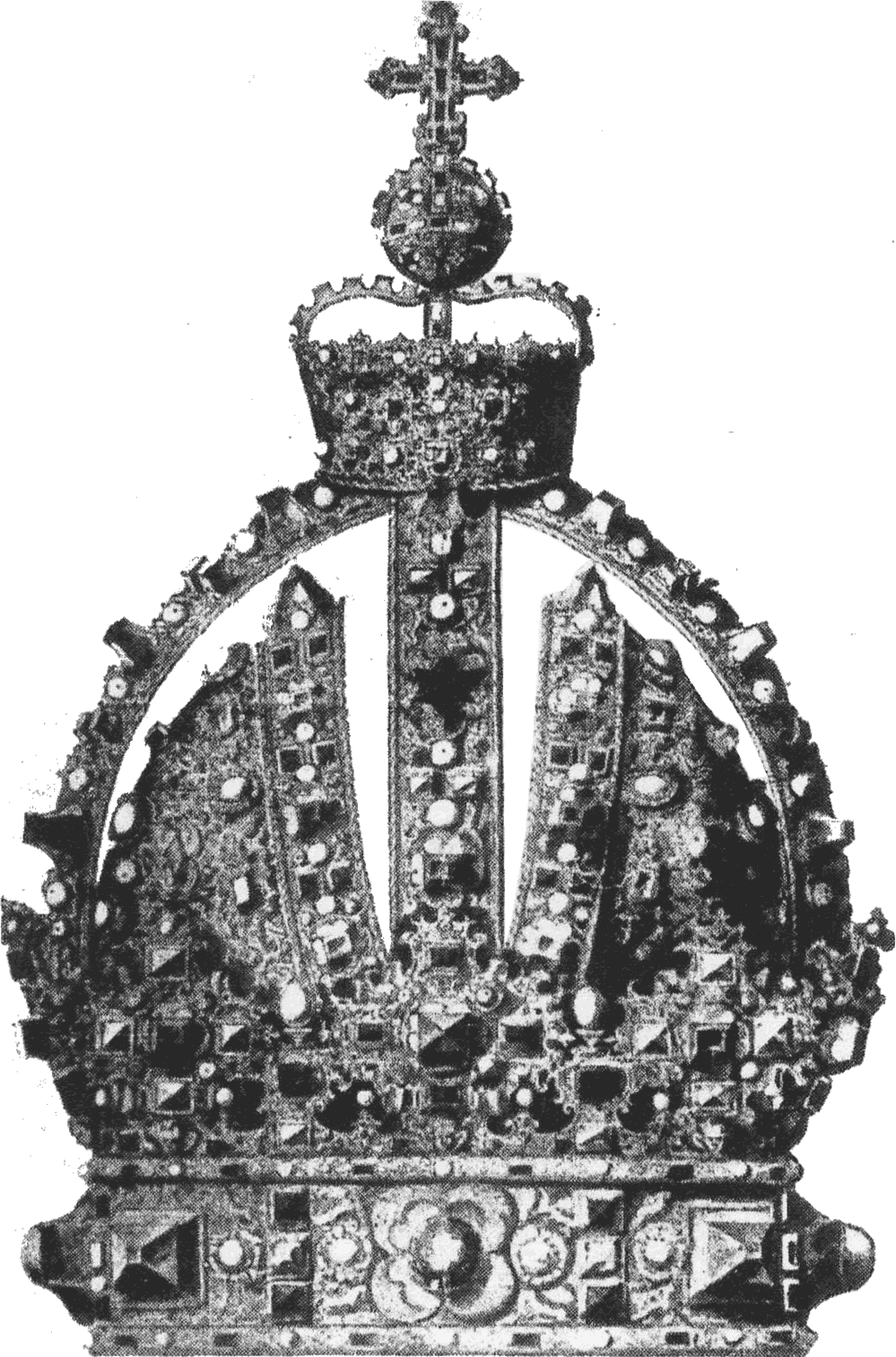
Не исполненный дизайн короны Христиана IV.

### Императорские короны с высокими дугами

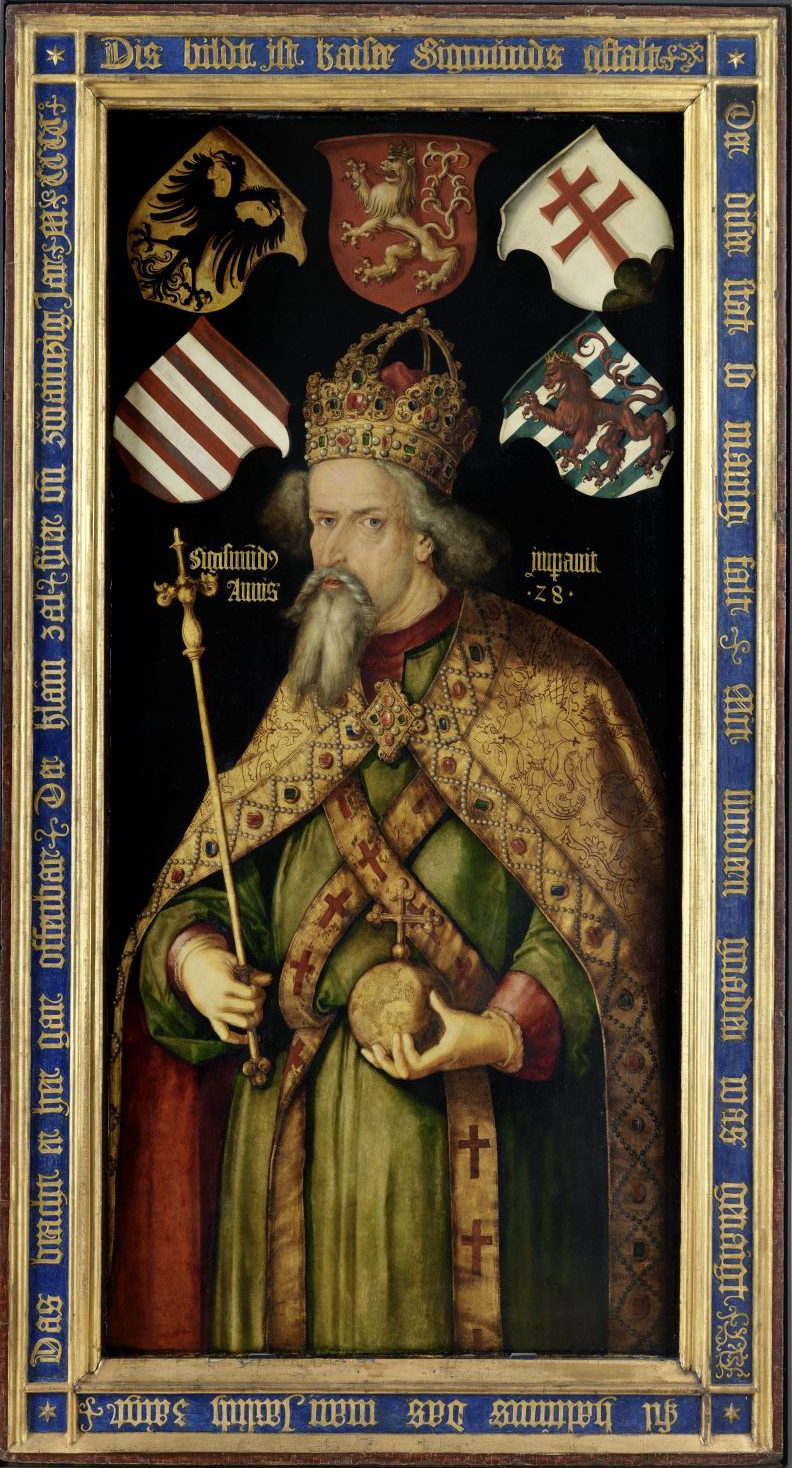
Портрет императора Сигизмунда работы Дюрера

### Прусские императорские короны

Императорская корона прусских германских императоров, геральдическое представление с 1889 года.
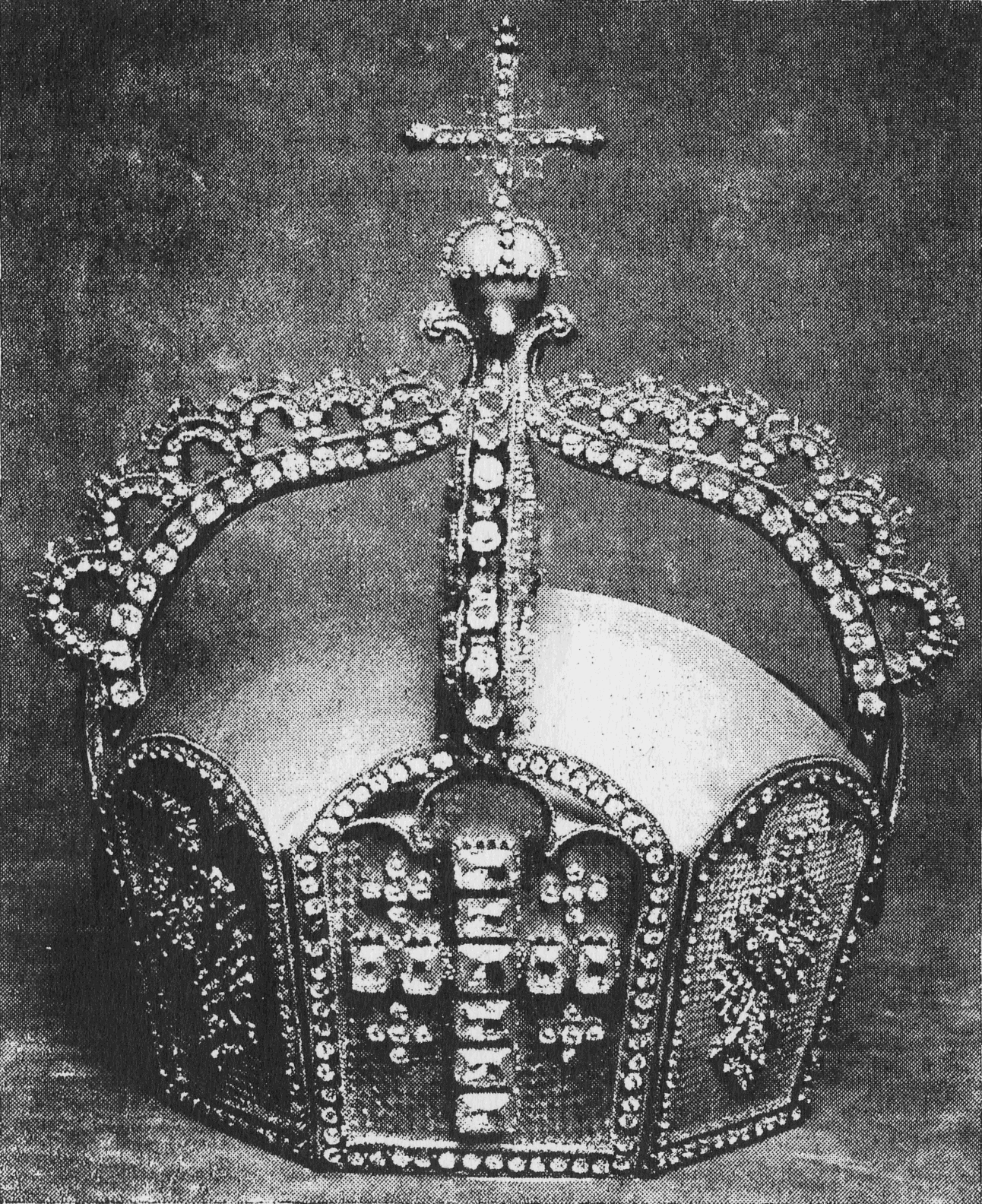
Корона Германской империи, деревянная модель, 1872 год.
Корона императриц
Корона принцев

### Наполеоновские императорские короны

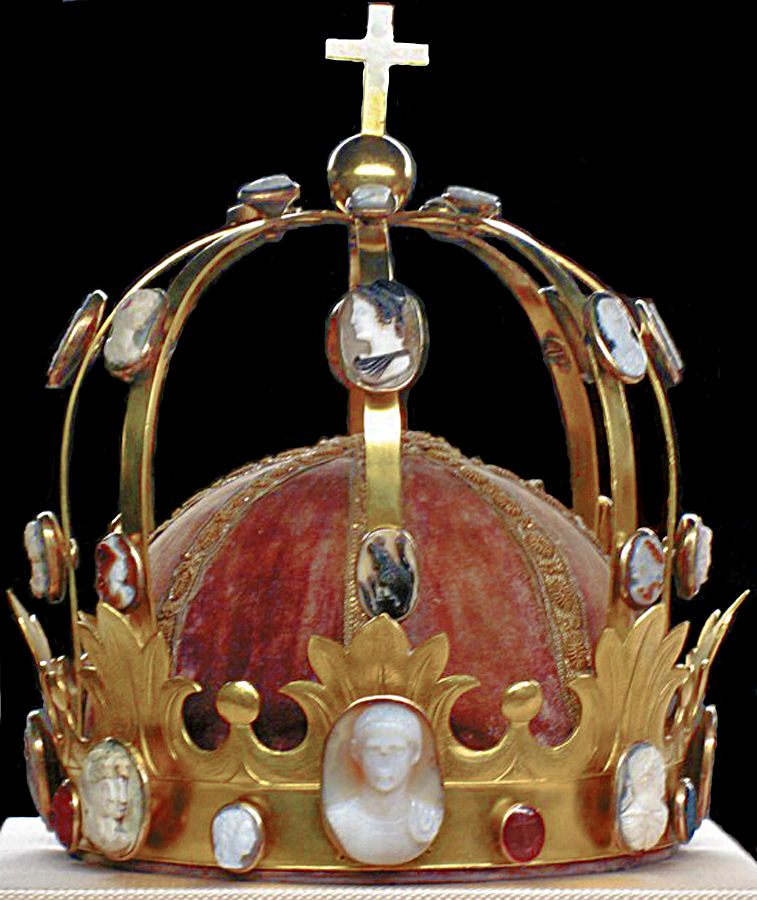
Императорская корона Наполеона Бонапарта
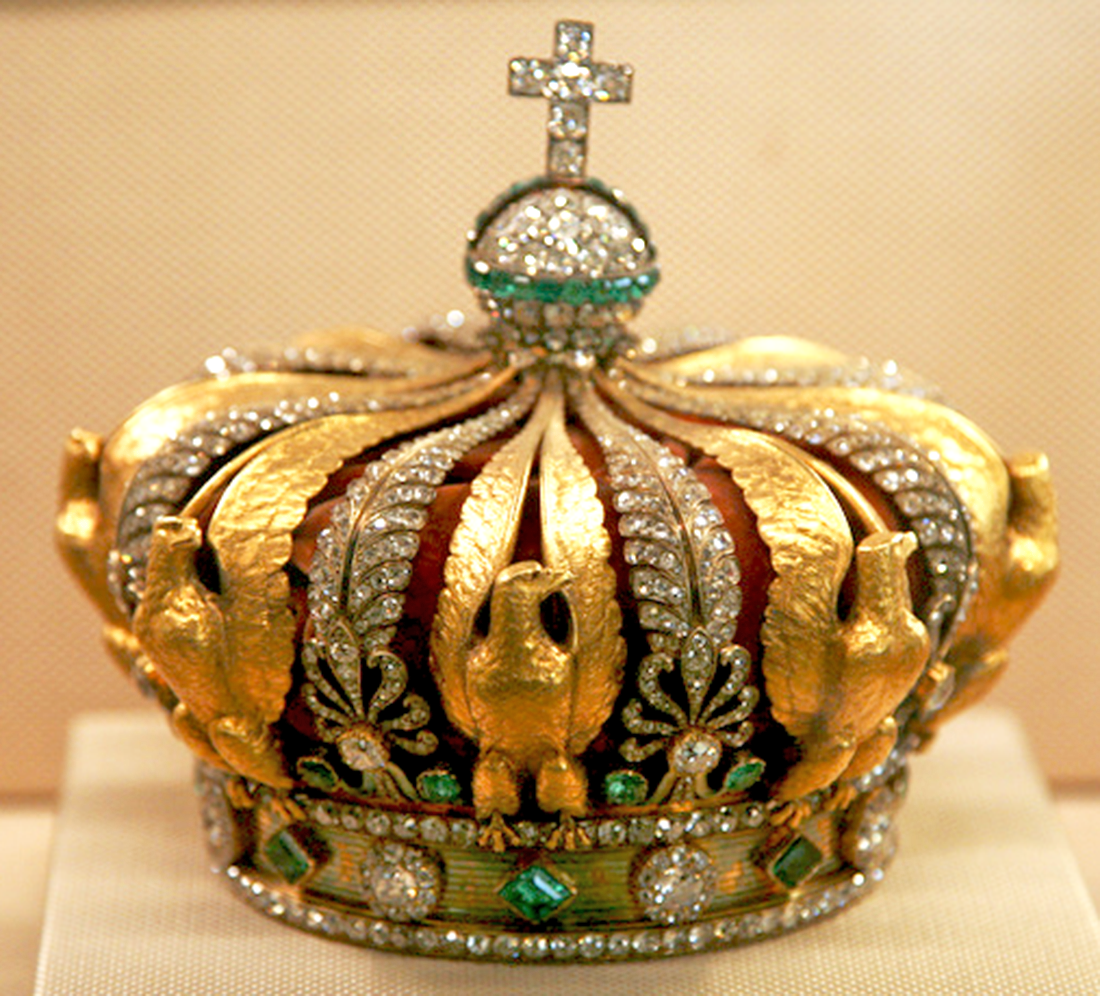
Корона императрицы Евгении
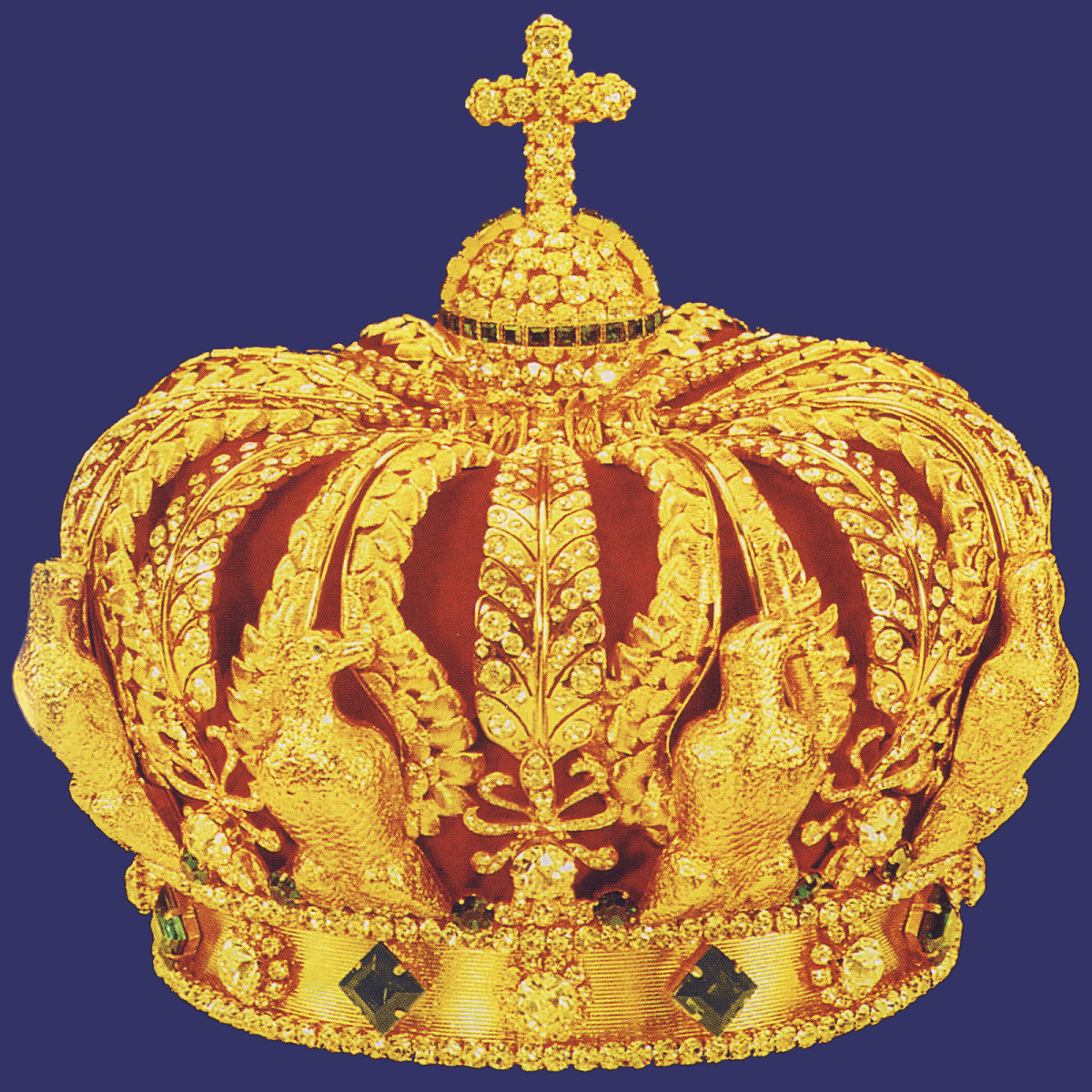
Корона Наполеона III. (Уничтожена в 1871, репродукция демонстрируется в Вуппертале)
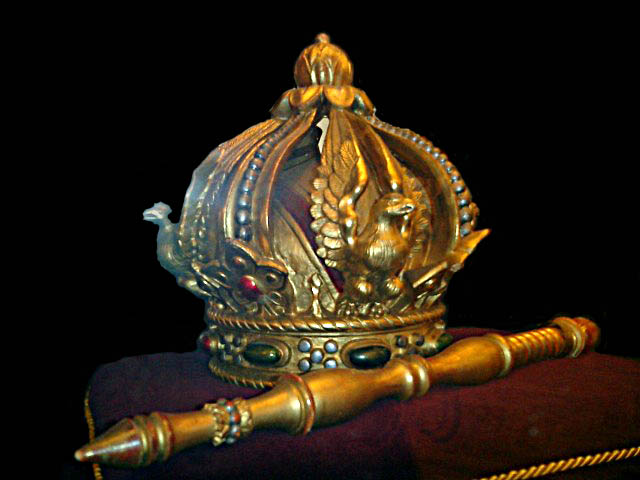
Корона Мексиканской империи[англ.]

### Императорские короны, основанные на дизайне европейских королевских корон

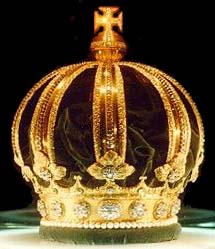
Корона императора Бразилии Педро II
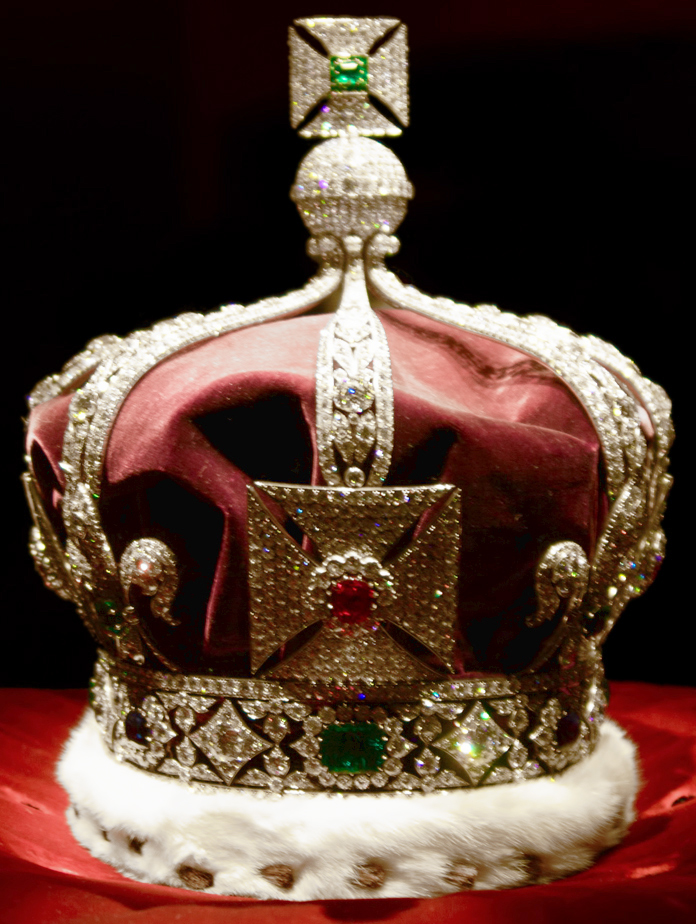
Корона Индийской империи — корона, которая была на Георге V во время Делийского Дурбара в 1911 году.

### Императорские короны не-европейского происхождения

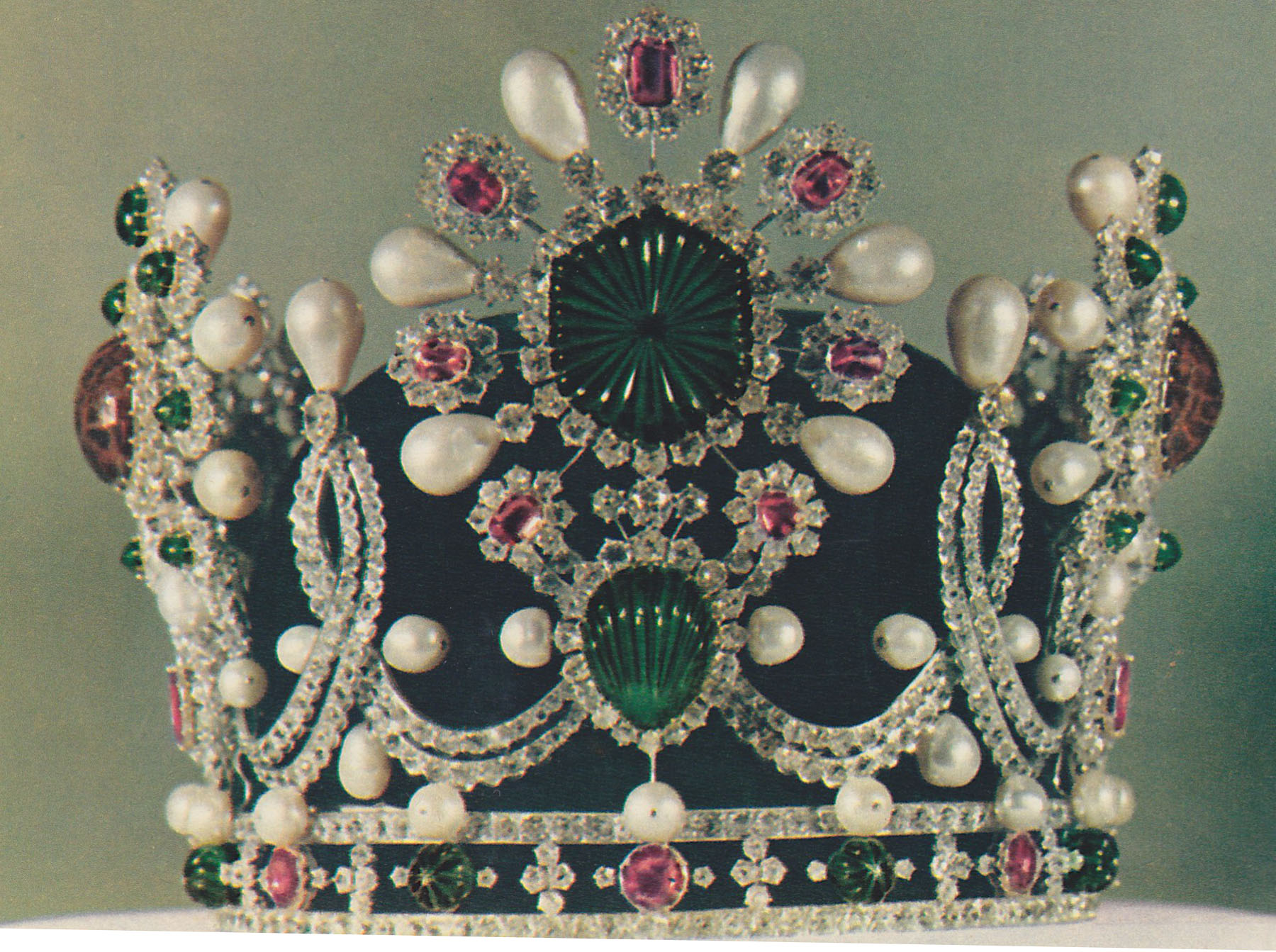
Корона императрицы Ирана.
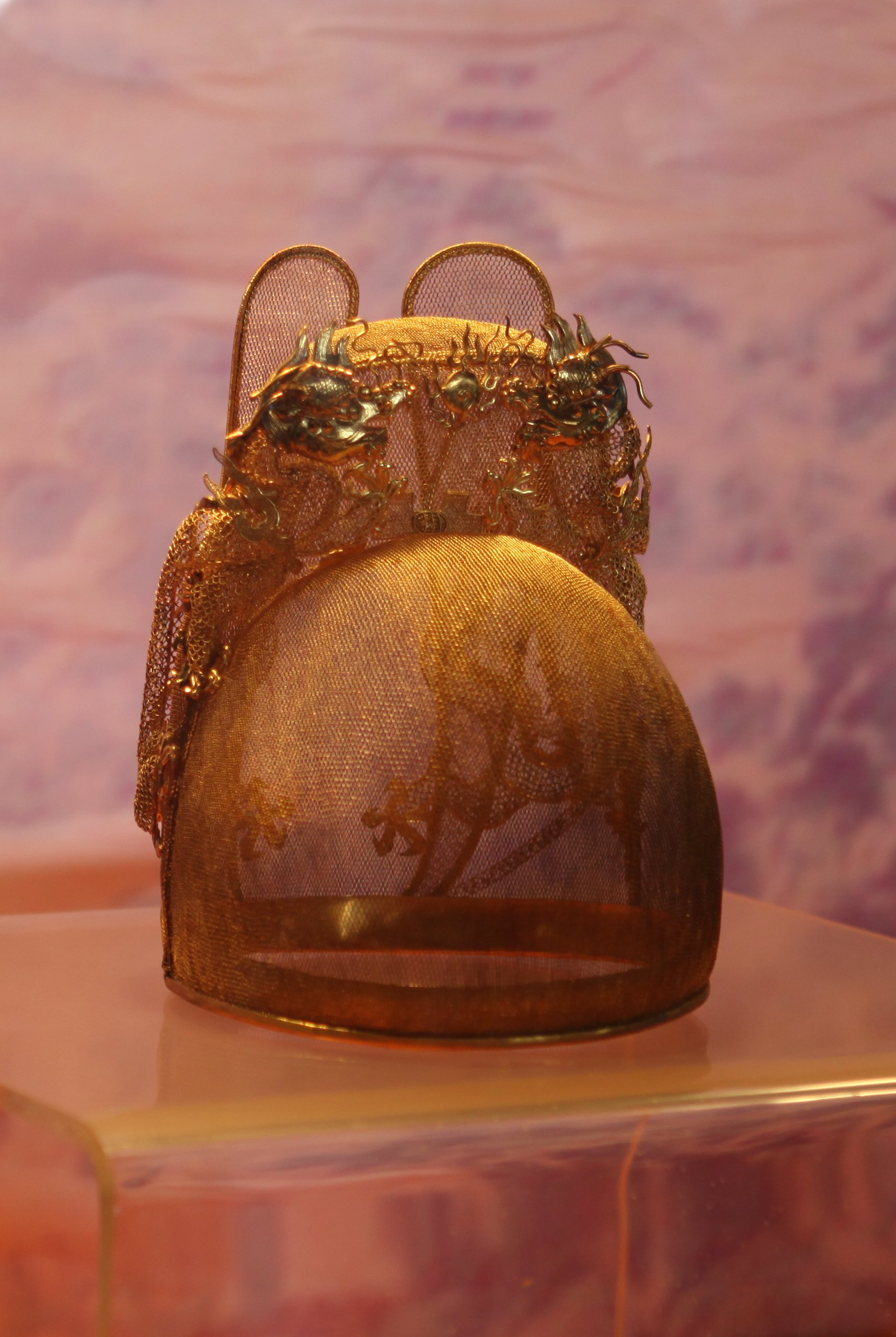
Корона китайских, японских и корейских императоров.
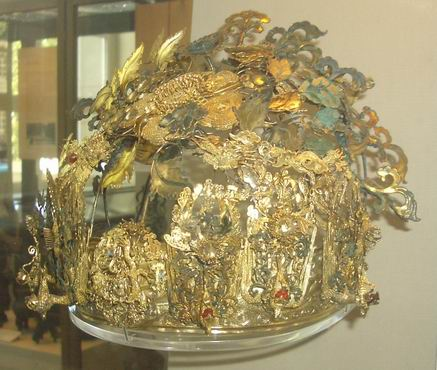
Корона китайских императриц.
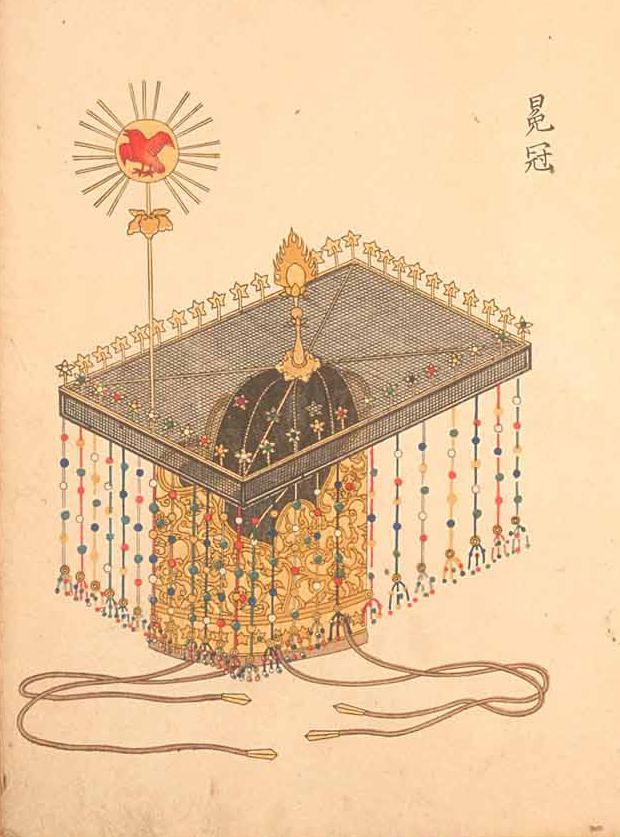
Японская корона Тенно, период Эдо. Она же корона маньгуань древних китайских императоров. Из Китая распространилась в Корею и Японию.

## Как юридический термин
В пределах Британского Содружества, Корона является абстрактной концепцией, которая символизирует законную власть, необходимую для существования любого правительства. Она развивалась как понятие, отдельное в национальном государстве от буквального понятия «корона» и личности и личной собственности монарха.
Поскольку папа Климент VII не захотел предоставить королю Генриху VIII расторжение брака с Екатериной Арагонской, английский парламент принял в 1533 году Акт об ограничении апелляций, в котором он явно указал, что Англия является империей, управляемой королём, во владении которого находятся владения императорской короны (англ. imperial crown). В следующем году Акт о супрематии явно связал главенство в церкви с императорской короной.
В правление Марии I Первый Акт о супрематии был аннулирован, однако в правление Елизаветы I был принят Второй Акт о супрематии, в выражениях, сходных с первым.